# 段曉雷
段曉雷(Sherman Tuan)1953 年生於高雄左營，籍貫湖北省黃梅縣段家列，美國華裔著名企業家與創投家，1995年在矽谷創建公司AboveNet (網上網)，1998年在NASDAQ成功上市，1999年被收購，改名爲 Metromedia  Fiber Network(MFN), 2002年破產, 之後經過重整，2003年公司再度改名Abovenet ，2012年又破產，被Zayo收購至今。

## 經歷
1977年 逢甲大學電子工程學系六十六年畢業
1977-1979 年 金門當兵，於1979年退伍。
1980-1986年 宏碁與朱邦復合作，採用64 K bytes 的向量組字法，以及英文小鍵盤的「倉頡字母法」開發出天龍中文電腦，當時他就是宏碁第一代的PM（產品經理），產品也轟動一時，這是有別於過去用大鍵盤的微型中文電腦，可惜因為沒有應用軟體，最終沒有量產。在1984年時被派往美國開發海外市場。
1993年4月8日，成立 AboveNet Communication Inc. (網上網) CEO and Chairman of the Board, 提供企業单跳互联网连接, 並向美国和欧洲的通
信运营商客户提供暗光纤服务。
1998年12月10日Abovenet於NASDAQ成功掛牌上市，股票代號ABOV 
1999年6月23日 AboveNet 賣給 Metromedia Fiber Network, Inc.
2002年 創辦了TelTel（2002-2003）公司，比Skype更早推出網路電話。
2002年5月，公司破產，同時被19組債權人集體訴訟，2003年9月改名為 AboveNet。
2007年-Present Independent Director at Super Micro Computer,
Inc.
2012年公司再度破產，被 Zayo Group併購。
2014年5月20日 校友回逢甲 打造第一個大學專屬App 雲端平台9x9公司創辦人，FLIPr.tv執行長段曉雷，他是逢甲大學傑出校友，為母校打造全台第1個大學專屬App「逢甲影音FLIPr」；19日在逢甲大學舉辦online啟用儀式，讓學生能夠隨時進入行動教室學習，更是無所不在的互動學習雲。